# 衣浦マンモスプール
衣浦マンモスプール（きぬうらマンモスプール）は、かつて愛知県碧南市にあったレジャープールである。正式名称は、「臨海公園プール」。

## 概要

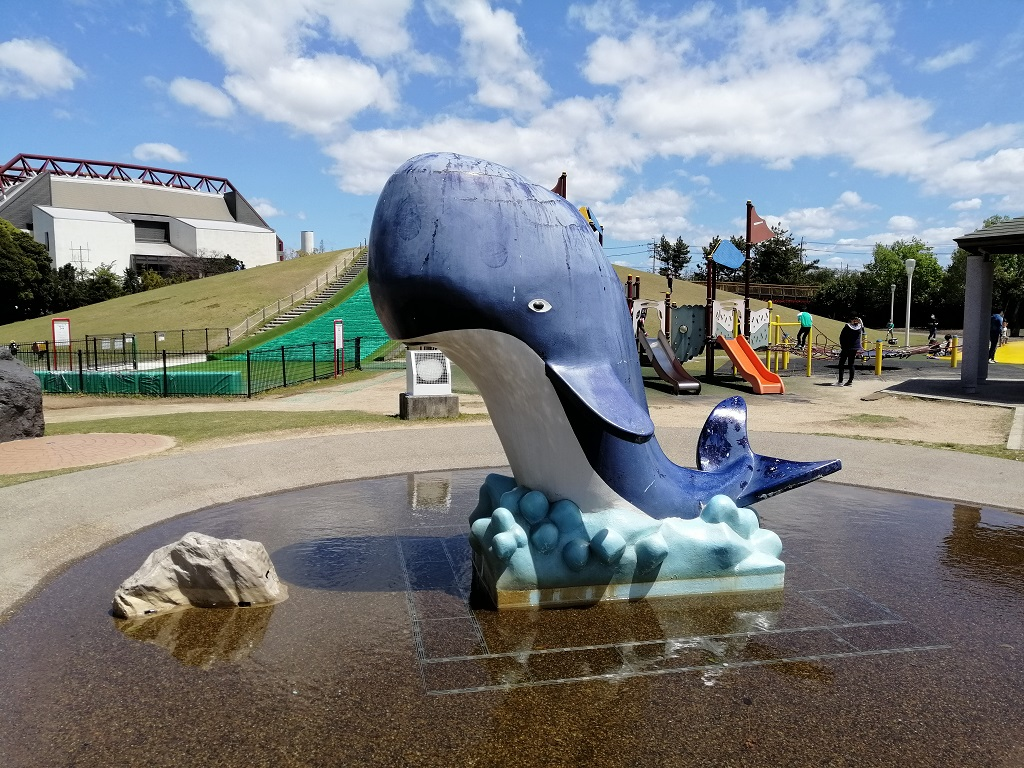
ちびっこ広場に設置されているクジラのモニュメント

碧南市には昭和30年代まで複数の海水浴場が存在し賑わいをみせていたが、1957年（昭和32年）に衣浦港が重要湾港に指定されると臨海部の開発や埋め立てによりこれらが消滅していった。これらの代わりとして碧南市臨海公園内の施設として、1974年（昭和49年）7月14日に開園した。オープン当初の年間入場者数は29万人あったとされ、1日1万人を収容できるプールは東洋一とも言われていた。しかし、造波プールやウォータースライダーなどの施設の老朽化や利用者の減少により、2003年（平成15年）8月17日をもって閉園した。
跡地は臨海公園の一部として再整備され、2009年（平成21年）3月28日にリニューアルオープンしている。なお、ここにはマンモスプール内のちびっこプールにあったクジラの噴水が園内のちびっこ広場にモニュメントとして現存している。
開園から50年を迎える2024年には8月1日から9月1日までの期間、碧南市文化会館で令和6年度市史資料収蔵品展「思い出の衣浦マンモスプール」が開催された。

## 所在地
- 愛知県碧南市浜町